# Frigilo

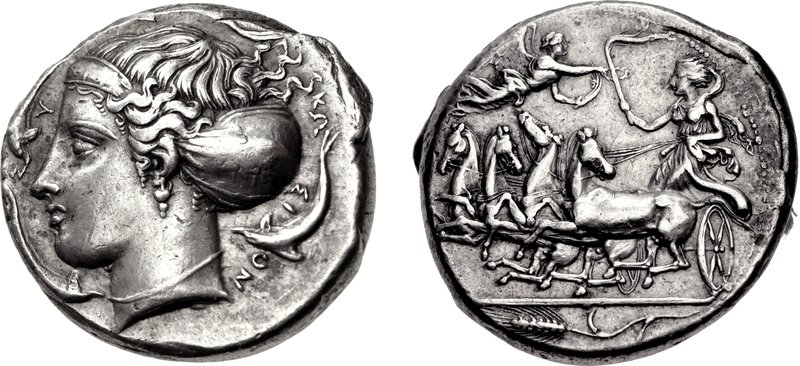
Tetradracma de Siracusa. A la izquierda, cabeza de Arethusa, letras ΦPY bajo el ampyx; letras Σ-Y-[P]-A-KΩ-ΣI-ΩN y cuatro delfines. A la derecha, auriga en una cuadriga, Nike y espiga. Plata, 25mm, 17,31 g, 12h

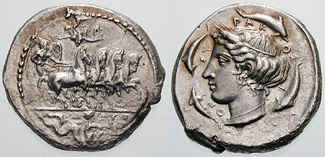
Tetradracma de Siracusa. A la izquierda, Nike en cuadriga, Nike en vuelo, Escila con tridente, delfín, peces y la firma ΕΥΘ (Euth-). A la derecha, cabeza de Aretusa rodeada de cuatro delfines, firma ΦΡΥΓΙΛΛ/ΟΣ en dos líneas. Plata, 16.86 g. Circa 415-406 a. C.

Frigilo o Phrygillos (Φρυγίλλος) fue un lapidario (medallista y grabador de monedas) griego activo a finales del siglo V a. C. en Siracusa y otras ciudades de la Sicilia helénica y la Magna Grecia.
La firma ΦΡVΓΙΛΛ aparece en una gema incisa que representa un Eros mientras juega a las tabas. La autenticidad de la pieza no está establecida con certeza. Para Winckelmann (que recoge la firma como ΦΡVΓΙΛΛΟΣ) es "una de las piedras más antiguas que muestran el nombre del artista"; la juzgaba "hermosa", y la pone como ejemplo de que "en las piedras grabadas más antiguas Amor no aparece representado como un niño de corta edad, sino con la naturaleza de un adolescente", indicando que era propiedad "del comendador Vettori en Roma".
Laura Breglia atribuye al mismo tallista monedas siracusanas con la firma ΦΡΥΓΙΛΛΟΣ (tetradracmas) y ΦΡΥ (dracmas y monedas de bronce).
Algunas monedas tienen uno de sus cuños con la firma de otro artista, como ΕΥΘ (Euth-, quizá Euthimos) o ΕΥΑΡΧΙΔΑ (Euarchidas).
También existen monedas de Turios, concretamente dos estáteros conservados en el British Museum con las referencias HN Italy 1771 y 1881, que llevan las letras ΦΡΥ. Percy Gardner sugiere que se trata de la firma de Frigilo. Esta hipótesis no es compartida por Keith Rutter, que nota una diferencia estilística que le hace proponer otro "taller" cuyo nombre llevara las mismas letras iniciales.
Otras monedas con la letra Φ se consideran provenientes de distintos centros de la Magna Grecia: Heraclea, Terina, Velia, etc. Gardner también supone que pueden tratarse de obras de Frigilo; pero las opiniones de estudios más recientes no sostienen tal hipótesis.